# Hauterive (Neuchâtel)
Hauterive is een gemeente en plaats in het Zwitserse kanton Neuchâtel en maakte deel uit van het district Neuchâtel tot op 31 december 2017 de districten van Neuchâtel werden afgeschaft.
Hauterive telt 2516 inwoners. In Hauterive bevindt zich het Laténium, een groot archeologisch park en museum.